# Hedensted
Hedensted es una localidad danesa en el este de la península de Jutlandia. Su área urbana tiene 11.389 habitantes en 2013. Es la capital y principal ciudad del municipio homónimo y pertenece a la región administrativa de Jutlandia Central.

## Historia
Hedensted actualmente se extiende sobre dos antiguas localidades medievales rurales: Hedensted y Løsning, cada una con su propia iglesia. Hedensted significa "lugar de Hethin" (un nombre de varón) y Løsning: "claro de bosque". Ambas localidades tuvieron su estación de ferrocarril en el siglo XIX en la ruta entre Vejle y Horsens. El crecimiento de población que comenzó a fines del siglo XIX y continuó a lo largo del siglo XX terminó por fusionarlas en un solo centro urbano. En 1971 se cerró la estación de Løsning y en 1974 la de Hedensted. Una nueva estación fue abierta en Hedensted en 2006. 
Hedensted tuvo su propio municipio desde 1970. Su territorio fue ampliado en 2007 con la integración de Juelsminde y la mayor parte de Tørring-Uldum.
Hedensted es actualmente una ciudad dedicada a la industria y a los servicios.